# Репьев (хутор)
Репьев — хутор в Подгоренском районе Воронежской области.
Входит в состав Гришевского сельского поселения.

## География
В хуторе имеется одна улица — Патриотов.

## Население
| 2010 |
| ---- |
| 27   |